# Beccariella singuliflora
Beccariella singuliflora là một loài thực vật có hoa trong họ Hồng xiêm. Loài này được (C.T.White & W.D.Francis) Swenson, Bartish & Munzinger mô tả khoa học đầu tiên năm 2007.